# Eurycryptus flavidus
Eurycryptus flavidus är en stekelart som beskrevs av Gupta 1983. Eurycryptus flavidus ingår i släktet Eurycryptus och familjen brokparasitsteklar. Inga underarter finns listade i Catalogue of Life.